# Marija Gajdar
Marija Egorovna Gajdar (in russo Мари́я Его́ровна Гайда́р?, in ucraino Марія Єгорівна Гайдар?, Marija Jehorivna Hajdar; 1990–2004 Smirnova (in russo Смирно́ва?);; Mosca, 21 ottobre 1982) è una politica russa e ucraina. È stata deputata del consiglio regionale di Odessa dal maggio 2015 al giugno 2018 e consigliere esterno del presidente dell'Ucraina Petro Porošenko dal marzo 2017 al maggio 2019.
In passato, è stata consigliere del Governatore dell'amministrazione statale regionale di Odessa per la protezione sociale e la salute (2015–2016),  poi Vice Governatore  dell'amministrazione della regione di Odessa per le questioni sociali (gennaio-maggio 2016) e Vice Governatore della regione russa di Kirov (2009-2011).

## Biografia
Marija Gajdar è nata a Mosca da un'importante famiglia russa politica e letteraria. È la figlia dell'ex primo ministro russo, Egor Gajdar, e di Irina Smirnova. Da parte paterna, è nipote dell'ammiraglio sovietico Timur Gajdar e pronipote degli scrittori sovietici Arkadij Gajdar e Pavel Bažov. Attraverso Arkadij Gajdar, è una discendente della famiglia aristocratica russa Salkov. I genitori di Marija divorziarono nel 1985, tre anni dopo la sua nascita. Gajdar rimase con sua madre, Irina Smirnova. Nel 1991 la famiglia si è trasferita a Cochabamba, in Bolivia, dove ha vissuto per cinque anni. Nel 1996 è tornata a Mosca.
Nel 2000 è entrata all'Accademia di Economia Nazionale sotto il Governo della Federazione Russa laureandosi con lode nel 2005. Nel 2011 è stata ammessa all'Università di Harvard per un Mid-Career Masters per l'amministrazione pubblica, dove ha studiato per 8 mesi. Nel 2014 si è laureata presso l'Università di diritto di Mosca "Kutafin".